# 胸罩肩帶

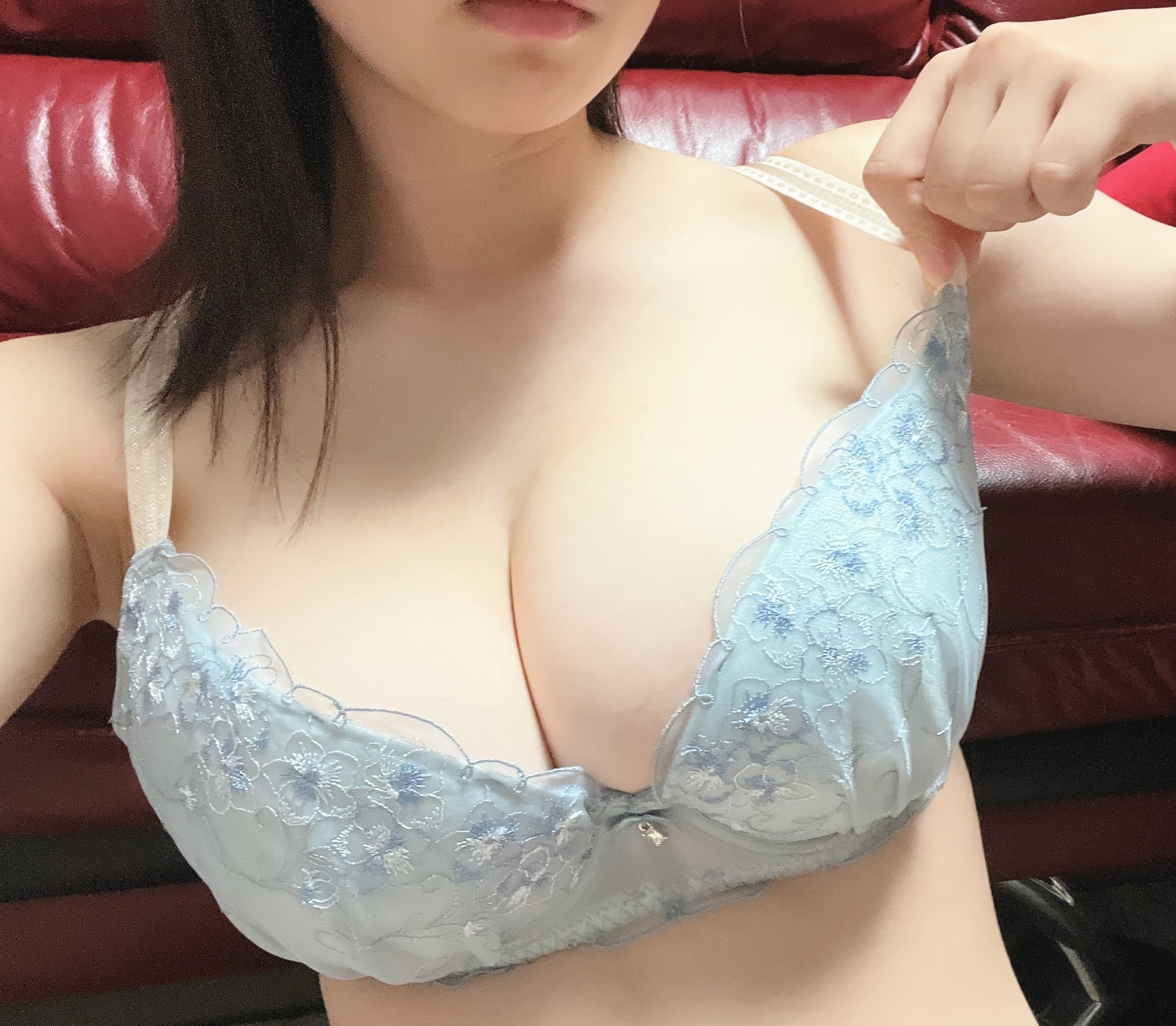
胸罩前视图，包括内衣肩帶、罩杯和脊心

内衣繫帶或内衣肩帶是指在胸罩兩側的肩帶，由有彈性的布料製成，一般可調整長度及鬆緊，在内衣繫帶的末端可能會有勾扣，可以和內衣上的勾扣扣在一起。
内衣繫帶早期是用和胸罩同顏色的布料所製成。現在為了搭配無袖衣服，有些内衣繫帶會做成透明的，讓人不易看到肩帶。另一種作法是在肩帶上作特殊的設計，讓肩帶露出也不會有不協調的感覺，一般這種內衣的肩帶是可以更換的。
内衣肩帶從胸罩正面的兩側開始，越過肩膀連接到胸罩背面的兩側，最常見的内衣肩帶是不交叉的，胸罩正面的左側的肩帶越過左邊肩膀，連接到同側的內衣背面。也有些内衣肩帶是交叉的，肩帶越過肩膀後，連接到另一側的內衣背面，從背面來看，內衣肩帶會呈X型。